# Bagno Bubnów (ostoja ptaków IBA)
Bagno Bubnów (kod ostoi PL103) – ostoja ptaków IBA (obszar rozpoznany przez BirdLife International jako ważny dla ochrony populacji ptaków), położona w województwie lubelskim. Ważne krajowe miejsce gniazdowania wodniczki (ok. 1% światowej populacji tego gatunku). Ważne regionalne lęgowisko błotniaka łąkowego, żurawia, kulika wielkiego, rycyka, dubelta i rybitwy białowąsej.
Obszar PL103 częściowo pokrywa się z następującymi obszarami chronionymi: Poleskim Parkiem Narodowym (2104 ha) oraz dwoma obszarami specjalnej ochrony ptaków Natura 2000 – Ostoja Poleska (PLB060013) (2008 ha) i Bagno Bubnów (PLB060001) (1957 ha). Znajduje się w gminach Hańsk, Urszulin w powiecie włodawskim, Wierzbica w powiecie chełmskim (województwo lubelskie). Całkowita powierzchnia obszaru to 2344 ha. Ostoja leży na Równinie Łęczyńsko-Włodawskiej wchodzącej w skład Polesia Zachodniego. Obejmuje dwa torfowiska – Bagno Bubnów i Bagno Staw, które w 1994 roku zostały włączone w obszar Poleskiego Parku Narodowego.
Na obszarach obu bagien występują rzadkie i chronione rośliny m.in.: 
- goździk pyszny, gnidosz królewski, goryczka wąskolistna, goryczuszka gorzkawa, goryczuszka błotna, kosatka kielichowa, kosaciec syberyjski, 13 gatunków storczyków, nasięźrzał pospolity, groszek błotny, pływacz średni, pływacz drobny, tłustosz dwubarwny i dzwonecznik wonny[2].

Najważniejszymi gatunkami ptaków, które obserwuje się w ostoi Bagno Bubnów, są:
- cyranka Anas querquedula, podgorzałka Aythya nyroca, cietrzew Tetrao tetrix, bąk Botaurus stellaris, bocian biały Ciconia ciconia, błotniak stawowy Circus aeruginosus, błotniak łąkowy Circus pygargus, kropiatka Porzana porzana, zielonka Porzana parva, derkacz Crex crex, żuraw Grus grus, czajka Vanellus vanellus, kszyk Gallinago gallinago, dubelt Gallinago media, rycyk Limosa limosa, kulik wielki Numenius arquata, krwawodziób Tringa totanus, rybitwa białowąsa Chlidonias hybrida, rybitwa białoskrzydła Chlidonias leucopterus, podróżniczek Luscinia svecica, świerszczak Locustella naevia, brzęczka Locustella luscinioides, wodniczka Acrocephalus paludicola, jarzębatka Sylvia nisoria, gąsiorek Lanius collurio, ortolan Emberiza hortulana[2].